# Artiwara Kongmalai
Artiwara Kongmalai (thajsky อาทิวราห์ คงมาลัย) (* 9. listopadu 1979 Suphan Buri) je thajský zpěvák a herec, který je považován za průkopníka[zdroj?] žánru Alternative Rock. člen hudební skupiny Bodyslam.

## Diskografie

### Spolupráce
- 2000 – Sak Eoai (s Big Ass)
- 2003 – Khong Mee Khom (s Big Ass)
- 2010 – Kid Hoad (se Siriporn Ampaipong)
- 2017 – Nak Phajon Mueng (s Mike Phiromphon, Phai Phongsathon a Tai Orathai)

### Částečné písně
- Saeng Sud Thay
- Rue Lek Kuan Oak Jark Fang